# Birminghams centralbibliotek

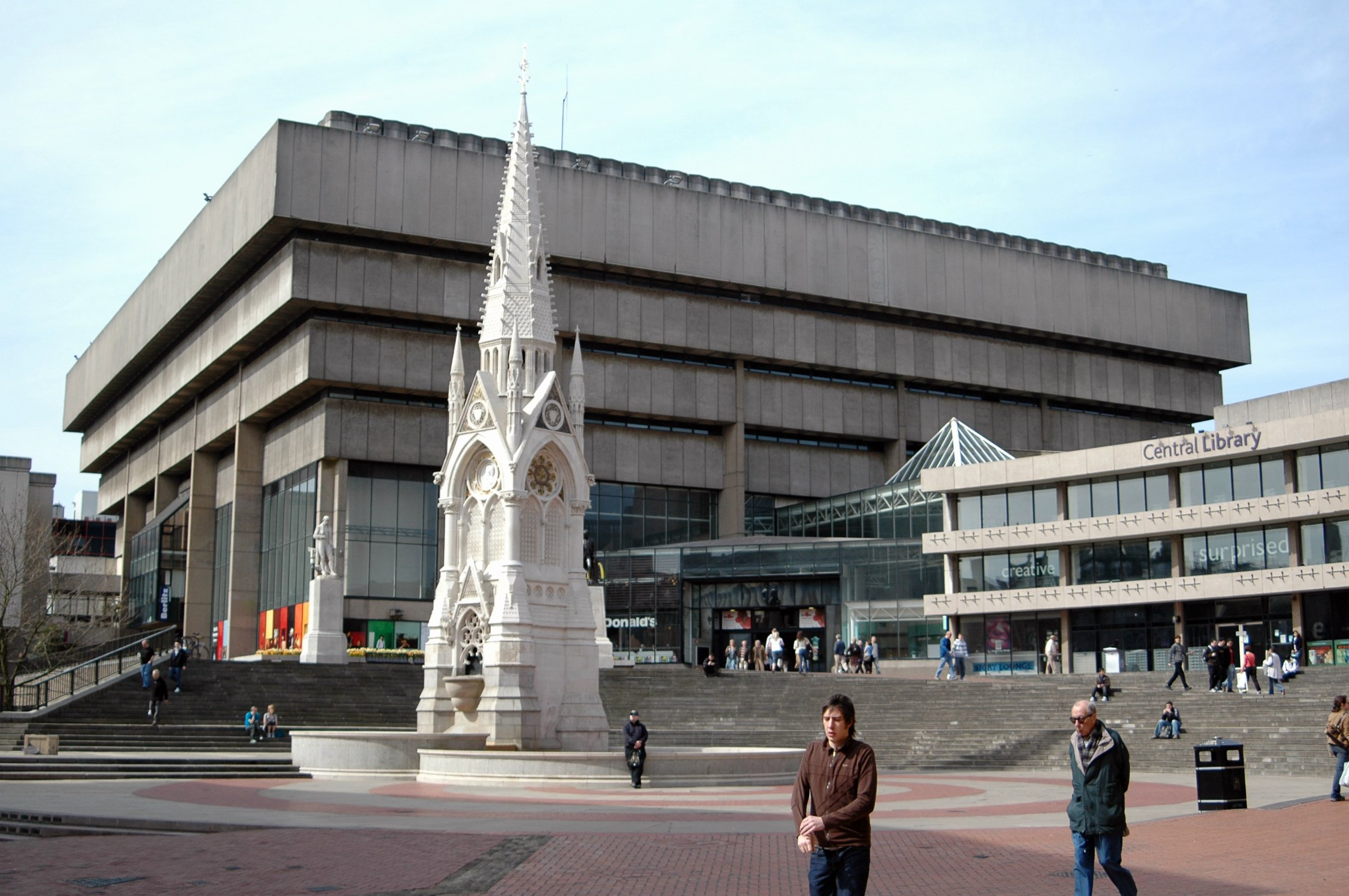
Birmingham Central Library vid Chamberlain Square. I förgrunden Chamberlain Memorial.

Birminghams centralbibliotek (Birmingham Central Library) var Birminghams allmänna huvudbibliotek och var under en tid Europas största bibliotek, som inte var nationalbibliotek. Huvudsektionen, som innehöll musikbibliotek, andra samlingar samt referensbibliotek, inrymdes på flera våningsplan, och hade huvudentré och lånebibliotek i den av byggnadens flyglar som vette mot Chamberlain Square.
Två bibliotek hade tidigare funnits på samma plats innan detta bibliotek i brutalistisk stil av John Madin öppnade 12 januari 1974 efter flera års byggtid (1969–1973). 
Biblioteket stängde den 29 juni 2013 och revs 2016 i samband med ombyggnad av området Paradise Circus. Central Library har ersatts av Library of Birmingham som ligger vid Centenary Square och öppnade den 3 september 2013.
Under en tolvmånadersperiod 2010–2011 uppgick antalet besökare till 1 197 350  vilket gjorde Central Library till det näst mest besökta biblioteket i Storbritannien.